# José María Velasco
José María Tranquilino Francisco de Jesús Velasco Gómez Obregón znany jako José María Velasco (ur. 6 lipca 1840 w Temascalcingo, zm. 26 sierpnia 1912 w Meksyku) – meksykański malarz pejzażysta. Zajmował się także botaniką, geologią i anatomią.

## Życiorys
Przyszedł na świat w 1840 roku w Temascalcingo, niedaleko miasta Meksyk. Jego ojciec był tkaczem szali. Uczył się w Akademii San Carlos w Meksyku, w wieku dwudziestu lat otrzymał pierwsze stypendium w postaci 15 peso miesięcznie w celu kontynuacji nauki anatomii i perspektywy. W 1858 roku rozpoczął studiowanie sztuki w pełnym wymiarze. W 1868 roku, po ukończeniu studiów, rozpoczął swoją profesjonalną praktykę malarską. W tym samym roku ożenił się z Marią. Pracował także jako nauczyciel perspektywy na uczelni.
Odwiedził m.in. Wystawę Światową w Paryżu w 1889 r. i Wystawę Światową w Chicago w 1893, na której wystawiał swoje prace. Podróżował także po krajach Europy, m.in. po Niemczech, Anglii i Włoszech.
Większość swojego życia spędził w Guadalupe (obecnie części miasta Meksyk) gdzie malował lokalne pejzaże, roślinność i formy terenu. W swoich pracach dużą uwagę poświęcał niebu. Edukował się z zakresu botaniki, geologii, anatomii, matematyki i perspektywy. Zajmował się książką poświęconą kwiatom Doliny Meksyku, do której opracował tekst i stworzył ilustracje. Wielokrotnie w swoich obrazach powracał do krajobrazów Doliny Meksyku.
W trakcie swojego życia został laureatem wielu nagród m.in. Nagrodę Akademii Narodowej Meksyku czy medal Wystawy Światowej w Filadelfii w 1876 roku. Jego słynny obraz El Valle de México z Cerro de Santa Isabel powielił w siedmiu reprodukcjach, z czego jedna została przekazana papieżowi Leonowi XIII.
Artysta zmarł 26 sierpnia 1912 roku. W trakcie swojego życia stworzył ponad 300 obrazów olejnych, a także zostawił po sobie akwarele czy litografie. 

## Galeria dzieł

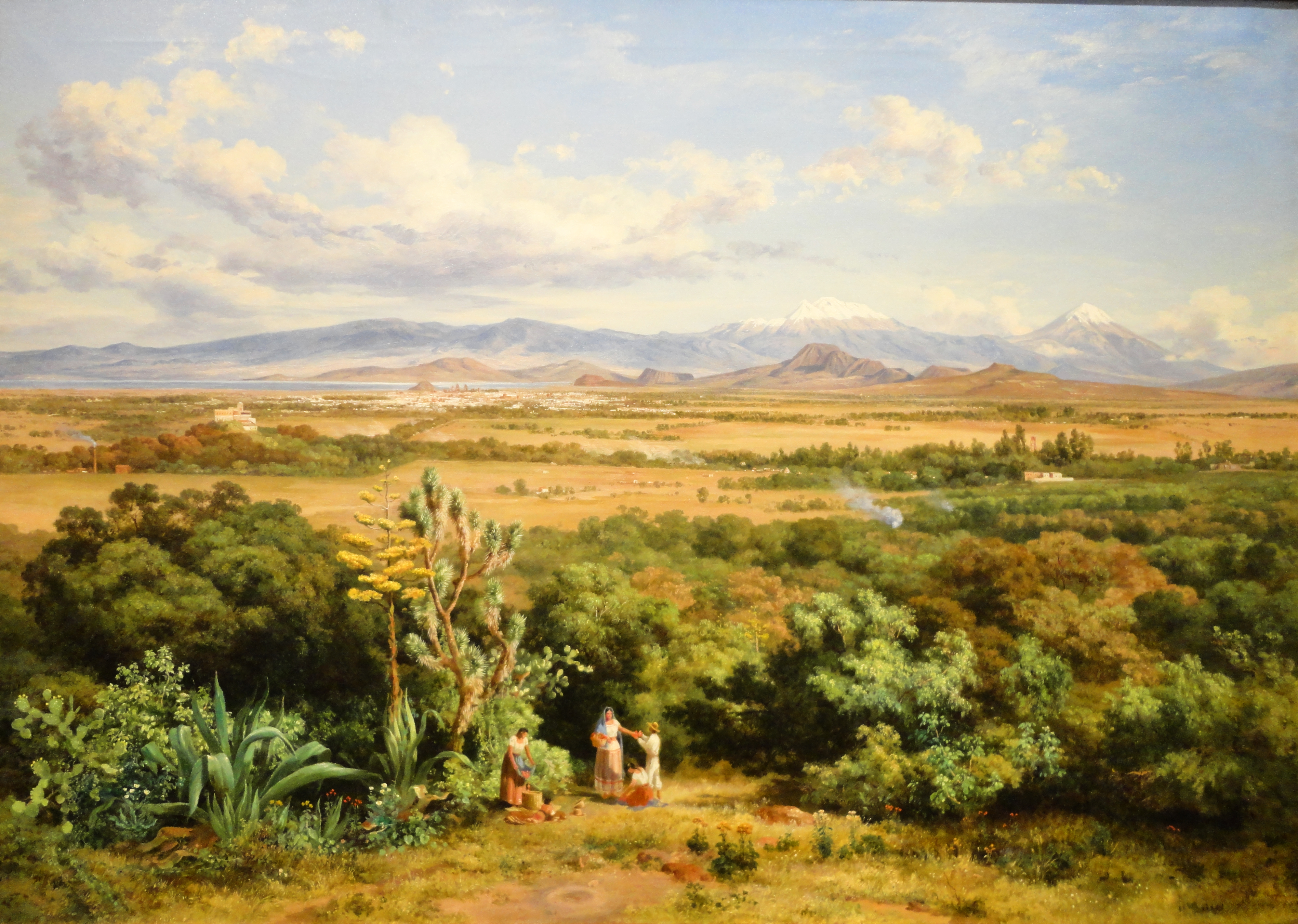
Valle de México (1888)
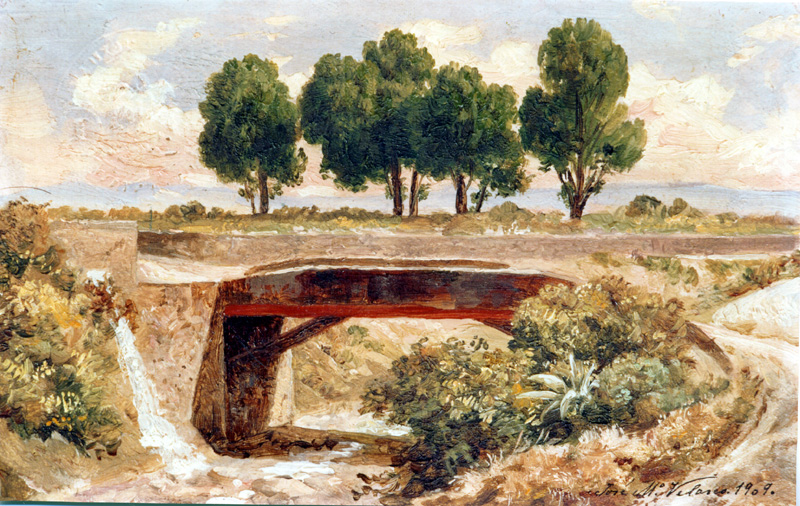
Barranca del muerto (1909)
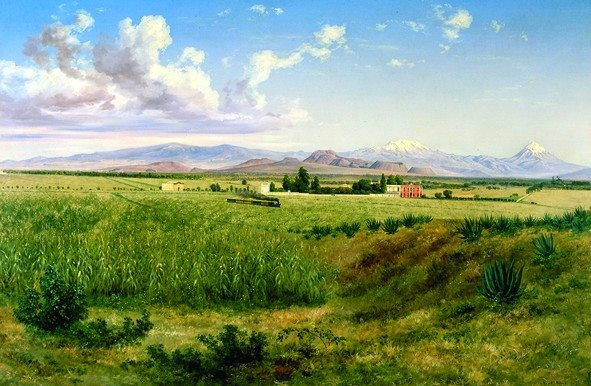
Hacienda of San Antonio Coapa
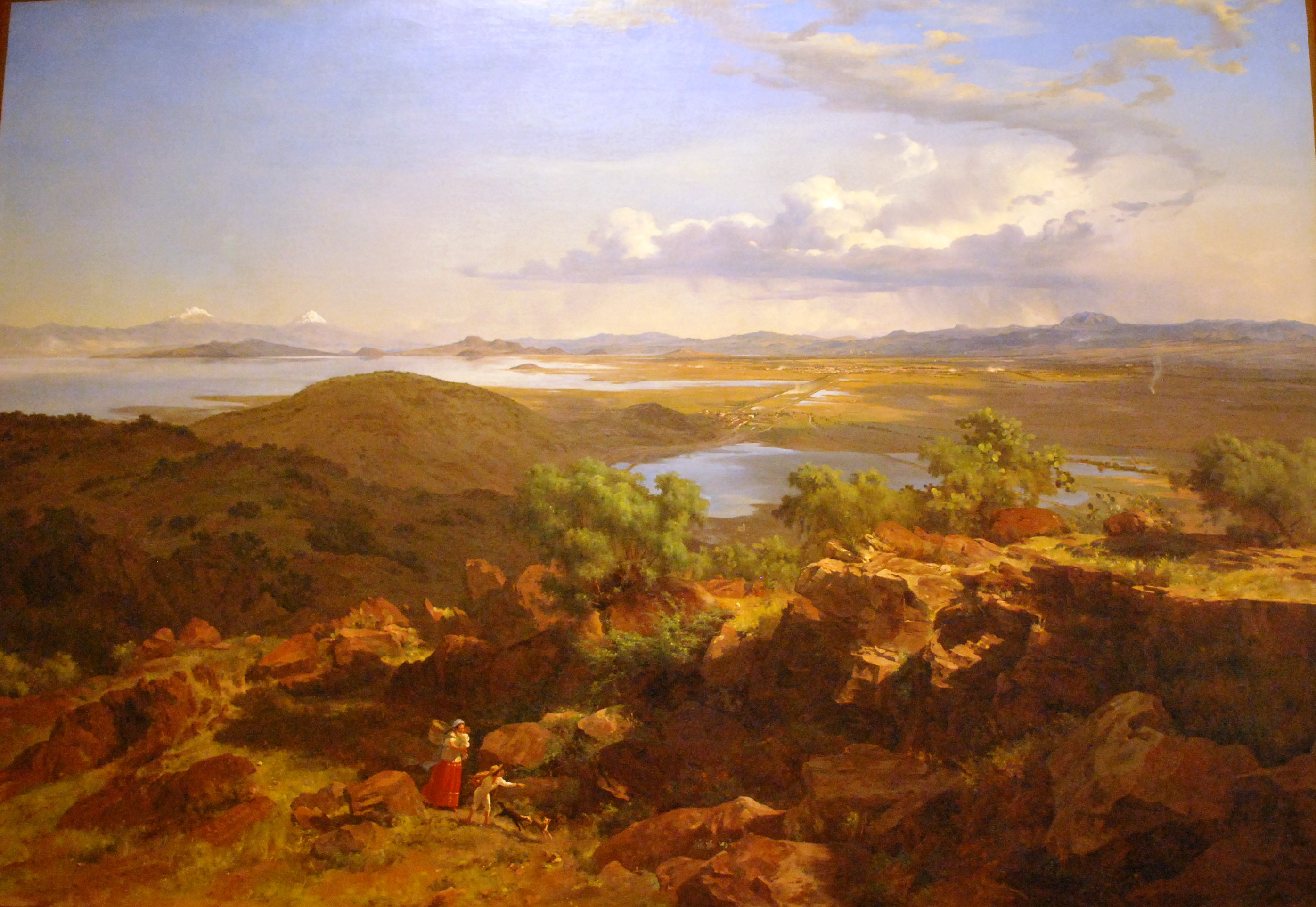
Valle de México desde el cerro de Santa Isabel